# Campeonato Paranaense Segunda Divisão 2020
In 2020 werd het 56ste Campeonato Paranaense Segunda Divisão gespeeld voor voetbalclubs uit de Braziliaanse staat Paraná. De competitie werd georganiseerd door de FPF en werd gespeeld van 27 september tot 8 november. Azuriz werd kampioen. 
Foz do Iguaçu, dat vorig jaar uit de eerste klasse degradeerde trok zich terug vanwege financiële problemen, evenals Arapongas, dat gepromoveerde was uit de Terceira Divisão. Hun plaatsen werden door Azuriz en Aracuacária ingenomen.

## Eerste fase
| Plaats | Clu              | Wed. | W | G | V | Saldo | Ptn. |
| ------ | ---------------- | ---- | - | - | - | ----- | ---- |
| 1.     | Maringá          | 9    | 7 | 2 | 0 | 14:4  | 23   |
| 2.     | Apucarana Sports | 9    | 4 | 4 | 1 | 17:7  | 16   |
| 3.     | Azuriz           | 9    | 4 | 3 | 2 | 11:7  | 15   |
| 4.     | Araucária        | 9    | 4 | 3 | 2 | 16:13 | 15   |
| 5.     | Prudentópolis    | 9    | 4 | 3 | 2 | 13:11 | 15   |
| 6.     | Andraus          | 9    | 3 | 3 | 3 | 9:9   | 12   |
| 7.     | Independente     | 9    | 1 | 5 | 3 | 12:16 | 8    |
| 8.     | Nacional         | 9    | 2 | 1 | 6 | 11:16 | 7    |
| 9.     | Rolândia         | 9    | 2 | 1 | 6 | 9:15  | 7    |
| 10.    | Batel            | 9    | 0 | 3 | 6 | 7:21  | 3    |

|  | Geplaatst voor tweede fase       |
|  | Degradatie naar Terceira Divisão |

## Tweede fase
In geval van gelijke stand gaat de club met het beste resultaat in de tweede fase door, beide finalisten promoveren.
|  | halve finale     | halve finale | halve finale | halve finale |  |         | finale | finale | finale | finale |
|  |                  |              |              |              |  |         |        |        |        |        |
|  |                  |              |              |              |  |         |        |        |        |        |
|  | Maringá          | 1            | 3            | 4            |  |         |        |        |        |        |
|  | Araucária        | 0            | 0            | 0            |  |         |        |        |        |        |
|  |                  |              |              |              |  | Maringá | 1      | 0      | 1      |        |
|  |                  |              |              |              |  | Azuriz  | 0      | 3      | 3      |        |
|  | Apucarana Sports | 0            | 0            | 0 (7)        |  |         |        |        |        |        |
|  | Azuriz           | 0            | 0            | 0 (8)        |  |         |        |        |        |        |

## Kampioen
| Campeonato Paranaense Segunda Divisão 2020 |
| Paraná                                     |
| ------------------------------------------ |
| Azuriz Kampioen (1° titel)                 |